# Hippotion suffusa
Hippotion suffusa är en fjärilsart som beskrevs av Emilio Berio 1948. Hippotion suffusa ingår i släktet Hippotion och familjen svärmare. Inga underarter finns listade i Catalogue of Life.